# Allium sinkiangense
Allium sinkiangense är en amaryllisväxtart som beskrevs av Fa Tsuan Wang och Yan Cheng Tang. Allium sinkiangense ingår i släktet lökar, och familjen amaryllisväxter. Inga underarter finns listade i Catalogue of Life.